# Burden of Evil - Il peso del male
Burden of Evil - Il peso del male (Burden of Evil) è un film per la televisione del 2012 diretto da Michel Monty.

## Trama
Una coppia di detective viene divisa dall'omicidio dell'uomo da parte di un pazzo criminale che subito dopo si fa arrestare ma in seguito fugge grazie ad un espediente. La vedova, Catlyn Conner, invece, rimane traumatizzata dato che lo psicopatico continua a tormentarla.
Egli arriva a rapire anche una giovane ragazzina, la figlia di un senatore che sogna di diventare presidente. Grazie all'aiuto di Catlyn si scoprirà che lo psicopatico non era solo.